# 홍기훈 (정치인)
홍기훈(洪起薰, 1953년 2월 6일~)은 대한민국의 정치인이다. 제13·14대 국회의원을 지냈다. 본관은 풍산이며, 전라남도 화순군 출생이다.

## 학력
- 광주서석국민학교 졸업
- 광주서중학교 졸업
- 광주제일고등학교 졸업
- 연세대학교 정법대학 신문방송학과 학사 졸업
- 미국 미시간 주립 대학교 대학원 정치학 석사
- 미국 미시간 주립 대학교 대학원 정치학 박사

## 경력
- 평민당창당발기인
- 김대중총재홍보비서
- 제13대 국회의원 (곡성 화순 / 평화민주당)
- 제14대 국회의원 (화순 / 민주당)
- 평민당대통령선거대책본부선전위원
- '88ㆍ'89국회예산결산특별위원
- 국회동자위간사
- 국회노동위원
- 신민당부대변인
- 국민통합추진회의 상임집행위원
- 한나라당 정무특보
- 한나라당 경기고양일산을지구당 위원장
- 열린우리당
- 국민의당
- 민주평화당
- 민생당
- 국민의힘 선거대책위원회 대통령 후보 직속 후보특별고문
- 국민의힘 살리는 선거대책위원회 전남 선거대책위원회 선거대책위원장단 총괄선거대책위원장
- 국민의힘 제20대 대통령선거 선거대책본부 윤석열 대통령 후보 직속 후보특별고문
- 제20대 대통령 당선인 특별고문
- 대한민국헌정회 홍보편찬위원회 편집위원
- 대한민국헌정회 이사
- 대한민국헌정회 국토교통위원회 위원장

## 역대 선거 결과
|  | 74.80% |

|  | 59.93% |

|  | 13.52% |

|  | 35.87% |

## 같이 보기
- 곡성군·화순군
- 화순군 (1992년 선거구)
- 곡성군의 국회의원
- 화순군의 국회의원